# Dankbaarheidsmonument

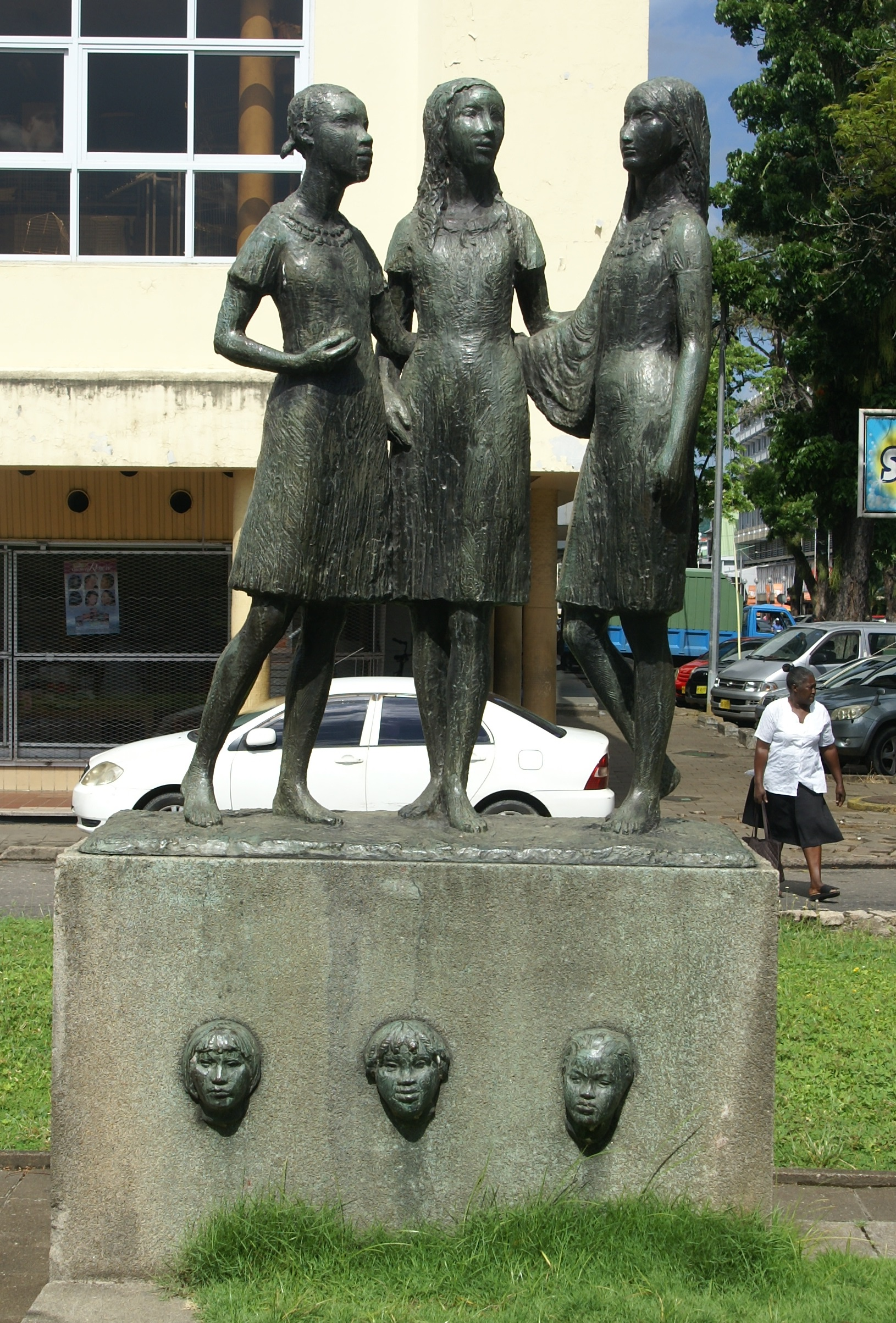
Het Dankbaarheidsmonument.

Het Dankbaarheidsmonument is een beeldengroep op het De Sivaplein in Paramaribo (Suriname), waar de Zwartenhovenbrugstraat, de Domineestraat en de Burenstraat samenkomen.
Het monument werd in 1955 geschonken door Nederland aan Suriname als dank voor de verleende steun tijdens en na de Tweede Wereldoorlog.
De opdracht was door het Ministerie van Onderwijs, Kunsten en Wetenschappen gegeven aan beeldhouwer Mari Andriessen.
Het Dankbaarheidsmonument werd op 5 oktober 1955 door koningin Juliana in het bijzijn van prins Bernhard onthuld.
Het monument bestaat uit een beeldengroep van drie meisjes in brons, voorstellende de drie grote bevolkingsgroepen: de Javanen, de Hindoestanen en de Creolen.
De beeldengroep staat op een stenen sokkel waarop drie bronzen meisjeshoofden zijn bevestigd, die de kleinere bevolkingsgroepen van Suriname voorstellen.
Op de achterzijde van de sokkel bevindt een plaquette met de tekst:
Nederland gedenkt
dankbaar de hulp
tijdens de oorlog
1940-1945
en daarna door
Suriname uit gevoel
van saamhorigheid
verleend

## Afbeeldingen

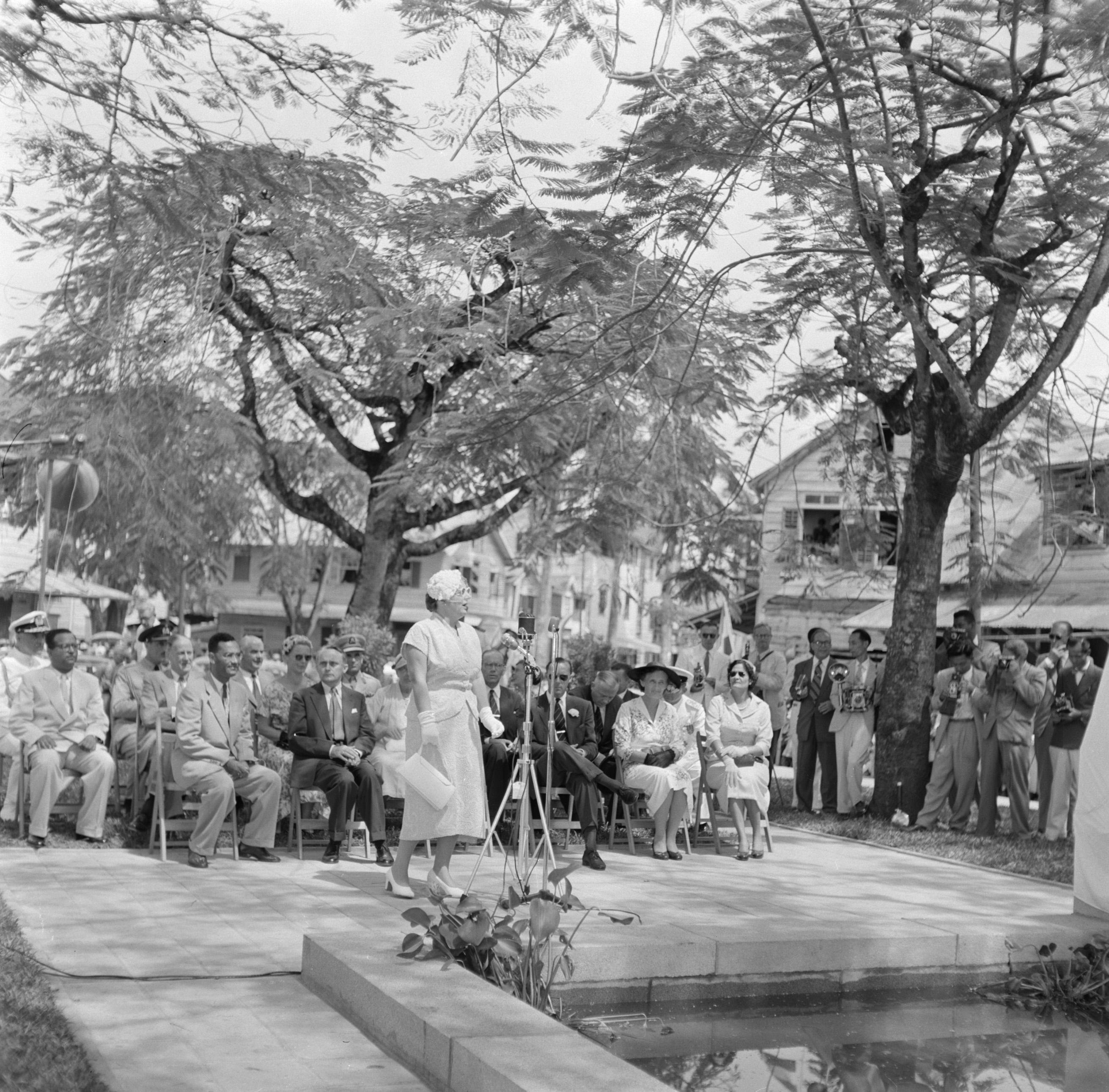
Koningin Juliana houdt een toespraak bij de onthulling
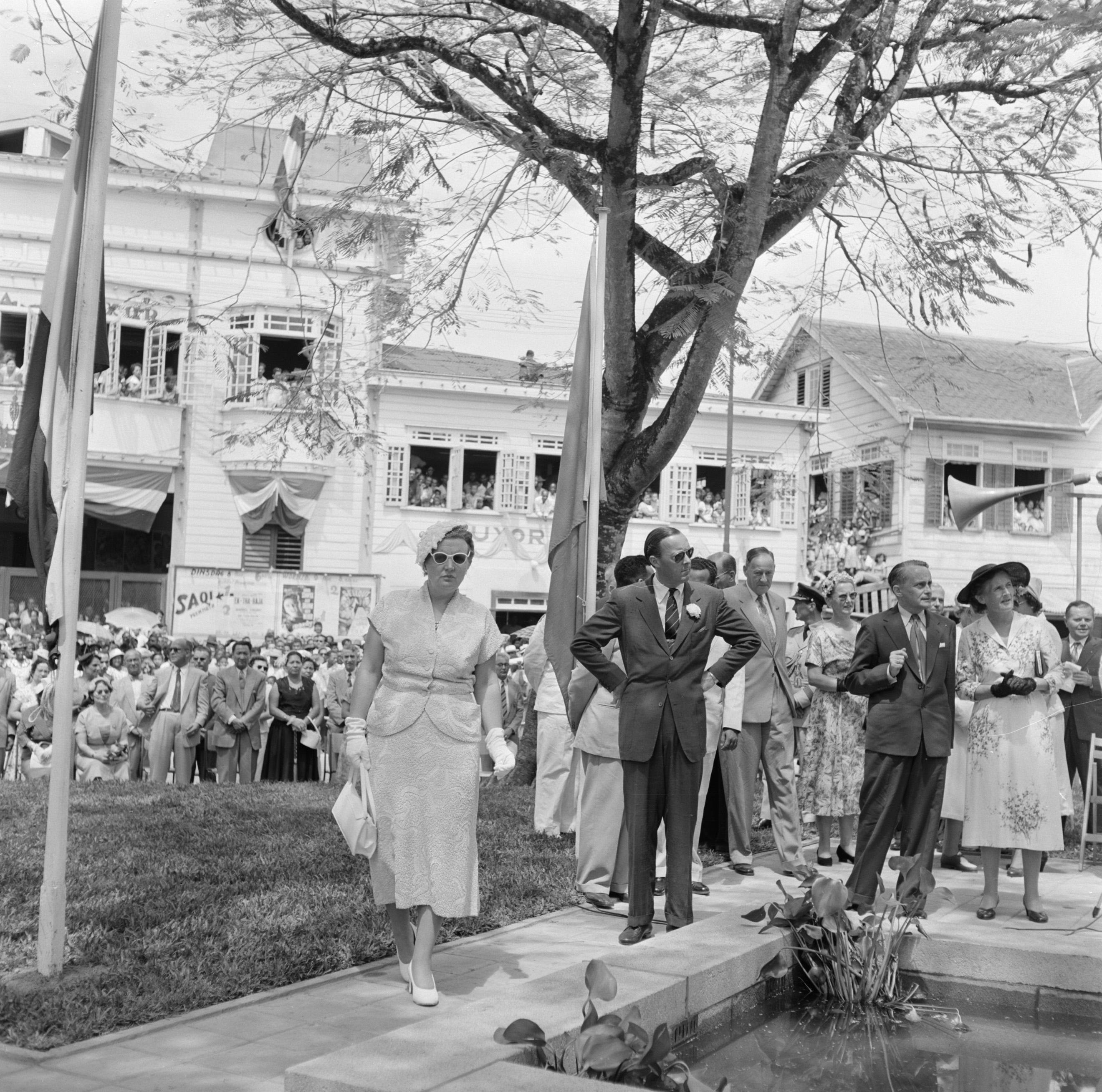
Koningin Juliana en prins Bernhard bij de onthulling
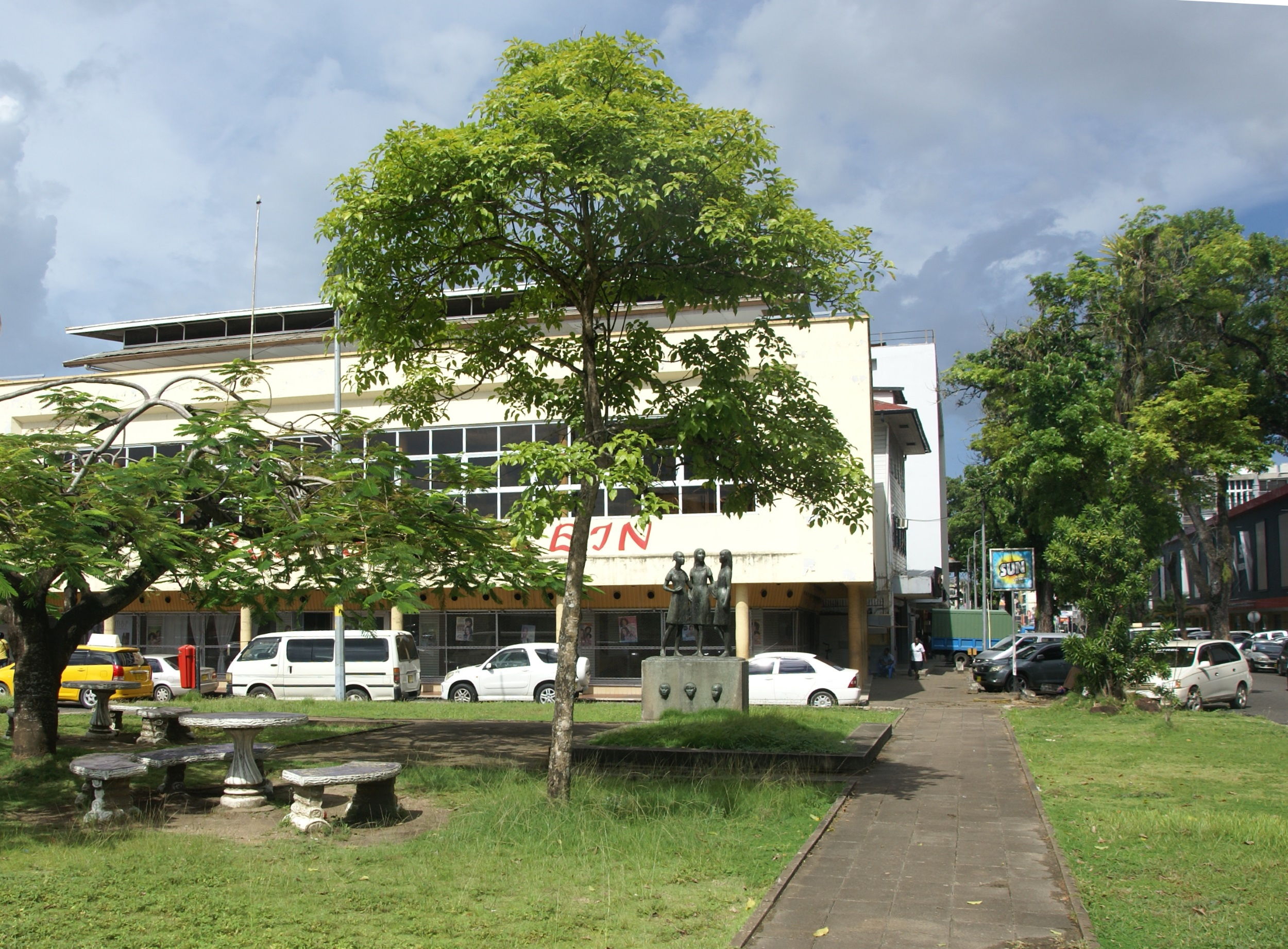
Het Dankbaarheidsmonument op het De Sivaplein